# بری دیرکس
بری دیرکس (انگلیسی: Barry Dierks؛ ۱۸۹۹ – ۲۰ فوریه ۱۹۶۰) معمار نوگرا اهل ایالات متحده آمریکا بود که در فرانسه به ویژه در کوت دازور فعال بود.